# Lorenzo di Bonaventura
Pour les articles homonymes, voir Bonaventura.
Lorenzo di Bonaventura est un producteur de cinéma américain de films d'action né en 1957.

## Filmographie sélective
- 2005 : Doom d'Andrzej Bartkowiak
- 2005 : Constantine de Francis Lawrence
- 2007 : Transformers de Michael Bay
- 2007 : Shooter, tireur d'élite d'Antoine Fuqua
- 2007 : Chambre 1408 de Mikael Håfström
- 2009 : Transformers 2 : La Revanche de Michael Bay
- 2009 : G.I. Joe : Le Réveil du Cobra de Stephen Sommers
- 2010 : Red de Robert Schwentke
- 2010 : Salt de Phillip Noyce
- 2012 : Dos au mur d'Asger Leth
- 2013 : G.I. Joe : Conspiration de Jon Chu
- 2013 : Le Dernier Rempart de Kim Jee-woon
- 2013 : Effets secondaires (Side Effects) de Steven Soderbergh
- 2013 : Red 2 de Dean Parisot
- 2013 : The Ryan Initiative (Jack Ryan: Shadow Recruit) de Kenneth Branagh
- 2013 : Electric Slide de Tristan Patterson
- 2014 : Transformers : L'Âge de l'extinction de Michael Bay
- 2016 : Kidnap de Luis Prieto
- 2016 : Deepwater (Deepwater Horizon) de Peter Berg
- 2017 : Conspiracy (Unlocked) de Michael Apted
- 2017 : Transformers: The Last Knight de Michael Bay
- 2017 : Line of Fire (Only the Brave)  de Joseph Kosinski
- 2018 : En eaux troubles (The Meg) de Jon Turteltaub
- 2018 : Bumblebee de Travis Knight
- 2018 : Replicas de Jeffrey Nachmanoff
- 2019 : Simetierre (Pet Sematary) de Kevin Kölsch et Dennis Widmyer
- 2019 : Doom: Annihilation de Tony Giglio
- 2021 : Infinite d'Antoine Fuqua
- 2021 : Snake Eyes de Robert Schwentke
- 2022 : Transformers: Rise of the Beasts de Steven Caple Jr.
- 2023 : Mayday (Plane) de Jean-François Richet
- 2023 : En eaux très troubles (The Meg 2: The Trench) de Ben Wheatley
- 2023 : Simetierre : Aux origines du mal (Pet Sematary: Bloodlines) de Lindsey Beer
- 2024 : Madame Web de S. J. Clarkson
- 2024 : Transformers : Le Commencement (Transformers One) de Josh Cooley